# 私の夫は冷凍庫に眠っている
『私の夫は冷凍庫に眠っている』（わたしのおっとはれいとうこにねむっている）は、2019年に小説投稿サイト「エブリスタ」に掲載された八月美咲による日本の小説。のちに高良百によってコミカライズされ、2020年4月2日から2021年2月25日にかけてiOS・Android用マンガ雑誌アプリ「マンガワン」（小学館）で配信連載された。
殺害した後に冷凍庫に閉じ込めたはずの夫に似た男が現れたことにより、再び始まる夫に似た男と妻である女との奇妙な生活の過程を描くサスペンス小説。

## 登場人物
夏奈（なな）
本作の主人公。ある夏の日、夫の亮を殺害して物置にある冷凍庫に閉じ込める。
亮（りょう）
夏奈の夫。暴力を起こし続けた結果、妻の夏奈に殺害されて冷凍庫に閉じ込められる。
奏（そう）
亮の双子の弟。
夏奈の祖父
物語時点で故人。駄菓子屋から業務用の冷凍庫を譲り受けて、それを物置内に設置して冷やしたアイスキャンディーを幼少期の夏奈によく食べさせていた。孫思いで優しい祖父。

## 書誌情報
小説
- 八月美咲『私の夫は冷凍庫に眠っている』小学館〈小学館文庫〉、2021年5月7日。ISBN 978-4-09-407012-5。（小説投稿サイト「エブリスタ」掲載）

漫画
- 八月美咲（原作）・高良百（作画）『私の夫は冷凍庫に眠っている』（『マンガワン』『裏サンデー』で配信連載）、全2巻
  1. 2020年10月16日発売、ISBN 978-4-09-850297-4
  2. 2021年4月12日発売、ISBN 978-4-09-850504-3

## テレビドラマ
2021年4月10日から5月15日まで、テレビ東京系で、土曜23時25分 - 23時55分枠に新設された「サタドラ」枠で放送。主演は本仮屋ユイカ。なお、本作ではオリジナルストーリーが作成され、ドラマオリジナルの展開が追加された。

### キャスト
- 如月夏奈 - 本仮屋ユイカ（中学時代：長澤樹）
- 佐藤亮 / 久保田奏（二役） - 白洲迅[5][6]
- 唐沢幸介（亮が勤務する不動産会社の上司） - 青柳翔（劇団EXILE）[10]
- 小久保寿人
- 中澤梓佐
- 阿久津誠（木芽の依頼で亮の調査をする探偵）- おかやまはじめ[10]
- 如月木芽（夏奈の母親） - 浅田美代子[10]
- 孔雀（夏奈の家の向かいに住むミステリー作家） - 斉藤由貴[10]

### スタッフ
- 原作 - 八月美咲『私の夫は冷凍庫に眠っている』
- 監督 - 御法川修
- 脚本 - 大谷洋介、本山久美子、御法川修
- 音楽 - 木戸崇博、村田有希
- 撮影 - 松宮まなぶ
- エンディングテーマ - MATSURI「金魚すくい」（Being）
- プロデューサー - 岡部紳二、佐々木梢、宮田幸太郎
- 製作協力 - スタジオブルー
- 製作 - テレビ東京、テレビ東京制作

### 放送日程
| 各話          | 放送日  | サブタイトル | ラテ欄                         |
| ------------- | ------- | ------------ | ------------------------------ |
| episode1      | 4月10日 | 再臨         | 殺した夫が蘇る純愛サスペンス   |
| episode2      | 4月17日 | 生贄         | 蘇った夫への復讐! ハンバーグ   |
| episode3      | 4月24日 | 聖餐         | まさか夫に見られた? 恐怖の反撃 |
| episode4      | 5月01日 | 告解         | 驚愕の夫のヒミツ! 妻、絶体絶命 |
| episode5      | 5月08日 | 禁忌         | 夫2度死ぬ? 妻の衝撃の過去とは  |
| final episode | 5月15日 | 覚醒         | 3本の白いバラ…蕾の真実とは     |

### ネット配信
- Paraviでは3月31日午前0時から全話一挙先行配信[13]。

| テレビ東京系列 サタドラ                                                                         | テレビ東京系列 サタドラ                                | テレビ東京系列 サタドラ              |
| 前番組                                                                                          | 番組名                                                 | 次番組                               |
| ----------------------------------------------------------------------------------------------- | ------------------------------------------------------ | ------------------------------------ |
| 枠設立前につき無し                                                                              | 私の夫は冷凍庫に眠っている （2021年4月10日 - 5月15日） | 春の呪い （2021年5月22日 - 6月26日） |
| テレビ東京系列 土曜23:25 - 23:55枠                                                              |                                                        |                                      |
| 追跡LIVE! Sports ウォッチャー ※23:00 - 23:55 【30分繰り上げて継続、ここまでスポーツニュース枠】 | 私の夫は冷凍庫に眠っている 【ここから『サタドラ』枠】  | 春の呪い                             |